# صفراسب
صفراسب (نام علمی: Sifrhippus) نام یک سرده از تیره اسبیان است.